# Schwarzach (Austria)
Schwarzach es un municipio situado en el distrito de Bregenz, en el estado de Vorarlberg, Austria. Tiene una población estimada, a inicios de 2024, de 3843 habitantes.